# Separati innamorati
 Separati innamorati (Celeste and Jesse Forever) è un film del 2012 diretto da Lee Toland Krieger, interpretato da Andy Samberg e Rashida Jones

## Trama
Celeste e Jesse sono una coppia separata, in procinto di divorziare. Nonostante tutto, sono rimasti in buoni rapporti, tanto che ancora adesso passano molto tempo insieme. Le cose cambiano quando Jesse incontra Veronica, una sua vecchia fiamma: i due iniziano a frequentarsi e, quando lei rimane incinta, decidono di sposarsi, cosa che non va affatto a genio a Celeste.

## Incassi
Negli Stati Uniti il film ha incassato complessivamente 3,094,813 dollari.